# Bassozetus zenkevitchi
Bassozetus zenkevitchi är en fiskart som beskrevs av Rass, 1955. Bassozetus zenkevitchi ingår i släktet Bassozetus och familjen Ophidiidae. Inga underarter finns listade.